# Vent du nord
Pour plus de détails, voir Fiche technique et Distribution.
Vent du nord est un film dramatique franco-belgo-tunisien réalisé par Walid Mattar et sorti en 2017.

## Synopsis
Une usine de fabrication de chaussures du nord de la France est délocalisée en Tunisie malgré une forte opposition syndicale. Après la perte de son emploi assortie d'une indemnité de licenciement économique, Hervé Lepoutre, ouvrier quinquagénaire peu versé dans la lutte syndicale, tente de reconstruire sa vie en achetant un petit bateau. Il s’improvise patron-pêcheur avec son fils Vincent en vendant à des voisins discrètement au marché noir le produit de sa modeste pêche.
En Tunisie, le trentenaire Foued Ben Slimane obtient le travail d'ouvrier équivalent à celui d'Hervé dans l'usine de chaussures délocalisée, pensant ainsi gagner assez d’argent pour soigner sa mère et conquérir le cœur de sa belle. Mais son salaire à peine supérieur à une centaine d'euros et son travail répétitif peu valorisant le laissent insatisfait. Au hasard d'un voyage touristique d'Hervé et de sa femme Véronique en Tunisie, les deux hommes se croisent physiquement sans le savoir.
Alors qu'Hervé se heurte à la lourdeur de l'administration française dans son projet professionnel d'avenir et connaît de sérieux ennuis, Foued finit par claquer la porte de l'usine pour envisager un autre projet, plus désespéré encore.

## Fiche technique
- Titre : Vent du nord
- Réalisation : Walid Mattar
- Scénario :  Leyla Bouzid, Claude Le Pape et Walid Mattar
- Photographie : Martin Rit
- Montage : Lilian Corbeille
- Costumes : Hélène Honhon et Catherine Cosme
- Décors : Marion Burger
- Musique : Malek Saied
- Producteur : Saïd Hamich
- Production : Barney Production
- Distribution : KMBO
- Pays d’origine :  France,  Belgique et  Tunisie
- Genre : drame
- Durée : 89 minutes
- Dates de sortie :
  -  France : 
    - 14 décembre 2017 (Paris)
    - 28 mars 2018 (en salles)

## Distribution
- Philippe Rebbot : Hervé Lepoutre, l'ouvrier français
- Mohamed Amine Hamzaoui : Foued Ben Slimane, l'ouvrier tunisien
- Kacey Mottet-Klein : Vincent Lepoutre, le fils d'Hervé
- Corinne Masiero : Véronique Lepoutre, la femme d'Hervé
- Abir Bennani : Karima, l'amie de Foued
- Khaled Brahmi : Chiheb
- Thierry Hancisse : Bernard, le délégué syndical